# Carlos Benigno Pereira de Lira Neto
Carlos Benigno Pereira de Lyra Neto (Recife, 20 de junho de 1925-Maceió, 20 de agosto de 2017) foi um engenheiro químico, empresário e político brasileiro que exerceu dois mandatos de senador por Alagoas. 

## Biografia
Filho de Salvador Pereira de Lyra e Maria da Conceição Diniz Pereira de Lyra. Seu irmão, João Lyra, foi senador por Alagoas entre 1989 e 1991.
Membro de família que desde 1892 se dedica à agroindústria açucareira, cursou engenharia química de 1947 a 1951 em Indiana, nos Estados Unidos. Voltando ao Brasil, ainda em 1951 assumiu o controle acionário da Algodoeira Lagense. Dando continuidade a suas atividades empresariais, em 1965 assumiu o controle acionário da usina Caeté. Anos mais tarde, em 1976, fundou a Agropecuária Varrela.
Eleito primeiro suplente de senador pela ARENA em 1978 e no início da década seguinte ingressou no PDS sendo efetivado após a morte de Arnon de Melo em 1983. 
Durante seu mandato, Lyra participou da reunião da Junta Diretora do Parlamento Latino-Americano em Buenos Aires, em 1985. Ainda no mesmo ano, integrou a delegação brasileira à Assembléia Extraordinária do Parlamento Latino-Americano em Punta del Leste, no Uruguai.
Filiado ao PFL foi eleito suplente do senador Divaldo Suruagy em 1986 sendo efetivado após as eleições de 1994 quando o titular renunciou aos últimos meses de mandato para assumir pela terceira vez o governo de Alagoas. 
Em 1991, assumiu o controle da Produtos Químicos e Fertilizantes e, no ano seguinte, da Fábrica da Pedra, empresa do setor têxtil. Três anos depois, fundou a Rádio Pioneira de Delmiro Gouveia (AM e FM) e a Agro-Industrial Volta Grande, empresa açucareira localizada em Minas Gerais. Em 1995 fundou a holding do seu grupo empresarial, a Lagense S.A — Administração e Participação, sediada em Maceió.
Conselheiro da Confederação Nacional da Indústria (CNI), da Associação Brasileira dos Criadores de Zebu, em Uberaba (MG), tornou-se membro do Conselho Empresarial Brasil-Estados Unidos e vice-presidente da Associação dos Criadores de Alagoas.
Casou-se com Nancy Virgínia Karns Lyra, com quem teve dois filhos, Cicinha e Bob Lyra.

Faleceu nas primeiras horas de 20 de agosto de 2017. Seu corpo foi velado em Maceió e em seguida seguiu para cremação em Recife.